# روس شابمان
روس شابمان (22 أكتوبر 1952 في أستراليا - ) (بالإنجليزية: Ross Chapman)‏ هو لاعب كريكت أسترالي.

## وصلات خارجية
- روس شابمان على موقع إي آس بي آن كريك إنفو (الإنجليزية)